# Лењинградскаја
Лењинградскаја (рус. Ленинградская) насељено је место руралног типа (станица) на југозападу европског дела Руске Федерације. Налази се на северу Краснодарске Покрајине и административно припада њеном Лењинградском рејону чији је уједно и административни центар.
Према статистичким подацима Националне статистичке службе Русије за 2010. у насељу је живело 36.940 становника, и било је 22. највеће насеље у Покрајини.

## Географија
Станица Лењинградскаја се налази у северном делу Лењинградског рејона на око 176 км северно од града Краснодара, односно на око 123 km југоисточно од Ростова на Дону. Лежи у ниској и доста мочварној Кубањско-приазовској низији на обалама реке Сосике, леве притоке Јеје.

## Историја
Године 1794. на левој обали реке Сосике основано је насеље Уманскоје, једно од првих 40 насеља Црноморских козака који су на ово подручје пресељени са територије данашње Украјине, из града Умања. Године 1842. насеље је стекло званичан статус козачке станице − Уманска станица.
Козачки одреди стационирани у Уманској станици активно су учествовали у Руско-турским ратовима 1828−1829. и 1877−1878. године. У време Кавкаских ратова у станици су живела 8.783 становника, насеље је имало своју цркву и у њему су деловале две школе, 40 млинова и војна болница. У периоду 1902−1920. Уманска станица је била административни центар тадашњег Јејског рејона Кубањске области. Према подацима из 1923. у станици је живело 23.800 становника, од чега су 13.751 били Козаци.
У марту 1918, у јеку Руског грађанског рата у станицу су упале трупе Црвене армије и у насељу је успостављена совјетска власт. Током наредне две године долазило је до честих сукоба између револуционара и козачких одреда, и сукоби су трајали све до марта 1920. када је на том подручју и коначно успостављена совјетска власт. Пар месеци касније у насељу је боравио и један од револуционарних вођа Михаил Калињин.
Велика глад која је завладала тим подручјем од јесени 1932. до краја зиме 1933. однела је на десетине хиљада живота, а у самом насељу је умрло неколико стотина људи. Због учешћа у пљачкама пекара и млинова који су деловали у насељу, током 1933. из станице је под оптужбама за издају депортовано 1.200 козачких перодица које су расељене по далеком северу и по Сибиру. Уместо депортованог становништва досељени су војни и партијски чиновници са породицама из Белорусије и Лењинградске области. Већ наредне године, 1934, насеље добија нови назив − Лењинградска станица и постаје административним центром истоименог рејона.
Током Другог светског рата станица Лењинградскаја је једно кратко време, од августа 1942. до фебруара 1943. била под нацистичком окупацијом.

## Демографија
Према подацима са пописа становништва 2010. у селу је живело 36.940 становника и највеће је сеоско насеље на тлу Руске Федерације.
| 1897. | 1913.  | 1959.  | 1970.  | 1979.  | 1989.  | 2002.  | 2010.  |
| ----- | ------ | ------ | ------ | ------ | ------ | ------ | ------ |
| 8.793 | 23.800 | 17.824 | 26.750 | 30.707 | 34.554 | 38.218 | 36.940 |